# Schwarzer Brink

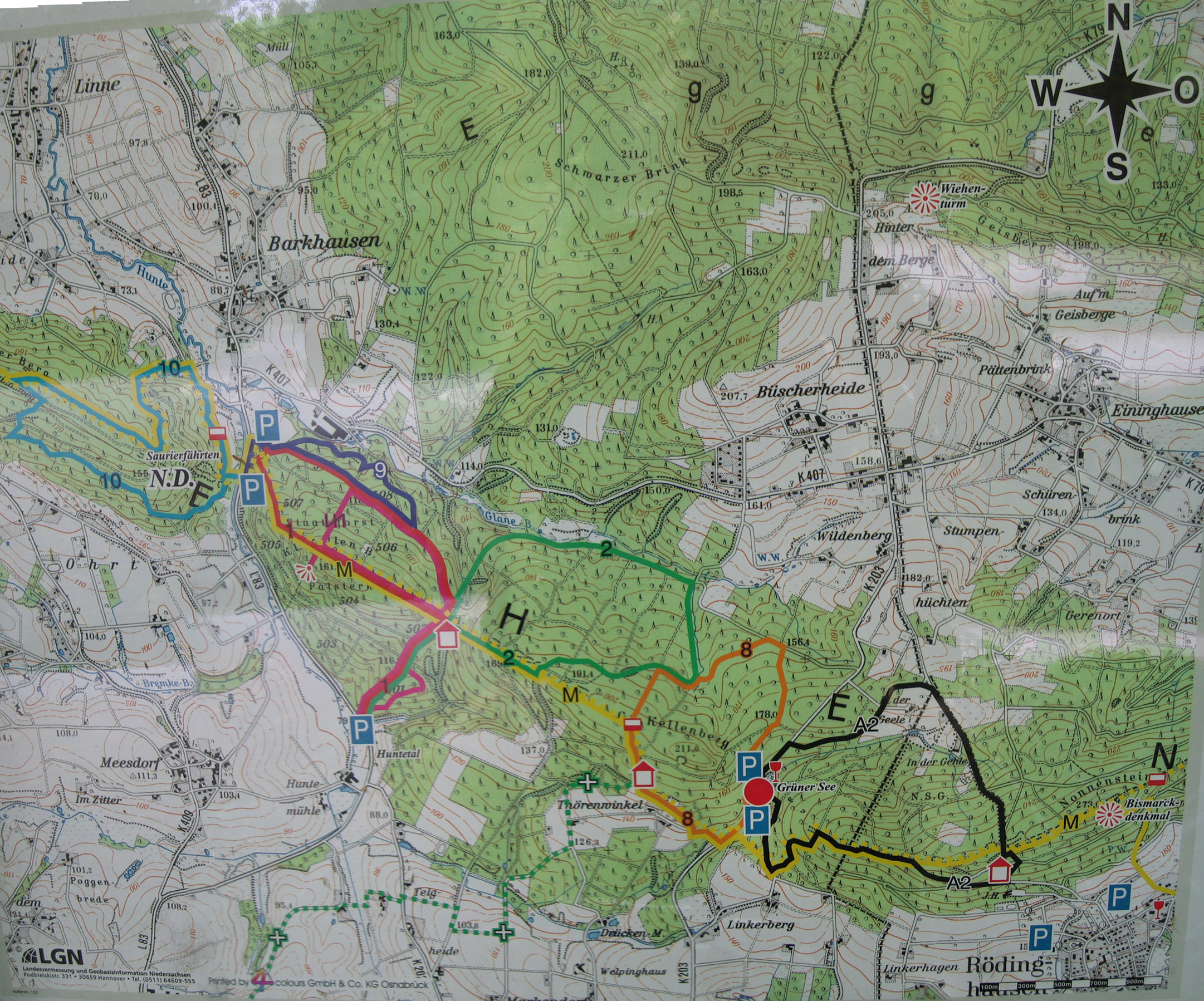
Der Schwarze Brink liegt im Nordteil dieser topographischen Karte und südöstlich davon nördlich des Schriftzuges „Büscherheide“ die höchste Eggeerhebung

Der Schwarze Brink ist mit 213 m ü. NHN nach einer Nachbarerhebung (220,2 m) die zweithöchste Erhebung der Egge, einem Nebenhöhenzug des Wiehengebirges. Er liegt nahe Büscherheide im niedersächsischen Landkreis Osnabrück.

## Geographie

### Lage
Der Schwarze Brink erhebt sich im Natur- und Geopark TERRA.vita im niedersächsischen Westteil des Höhenzugs Egge. Sein Gipfel liegt 1,6 km nordnordwestlich von Büscherheide, 2 km ostnordöstlich von Barkhausen, 2 km südsüdöstlich von Lintorf und 2,2 km südsüdwestlich von Dahlinghausen, vier Ortsteilen des niedersächsischen Bad Essen, sowie 3,7 km südwestlich vom Kernort der nordrhein-westfälischen Stadt Preußisch Oldendorf und 2,4 km nordwestlich vom Preußisch Oldendorfer Ortsteil Eininghausen. Im Süden liegen die Fliegerquellen; im Norden liegen die unscheinbaren Nebengipfel Linkenberg und Steinbrink.

### Naturräumliche Zuordnung
Der Schwarze Brink gehört in der naturräumlichen Haupteinheitengruppe Unteres Weserbergland (Nr. 53) in die Haupteinheit Östliches Wiehengebirge (532) und in dieser zur Untereinheit Oldendorfer Berge (532.1), die sich nördlich an die Untereinheit Bad Essener Höhen (532.0) anschließt.

### Höhenlage
Nahe dem Gipfel des bewaldeten Schwarzen Brinks ist auf topographischen Karten eine 211 m hohe Stelle zu finden. Manchmal wird die Erhebung irrtümlicherweise als höchste Erhebung des Höhenzugs Egge genannt. Doch dies ist eine 1,1 km südöstlich dieses Gipfels, etwa 520 m nordnordwestlich des Kerns des Bad Essener Ortsteils Büscherheide und etwa 360 m westlich der abschnittsweise auf der Grenze zu Westfalen verlaufenden Kreisstraße 79 gelegene namenlose Erhebung (⊙: 220,2 m); sie ist die höchste Erhebung im Gemeindegebiet von Bad Essen, liegt beim Flurstück Langer Kamp, ist teils bewaldet und wird teils landwirtschaftlich genutzt.

## Sonstiges
Auf dem gesamten Schwarzen Brink liegen Teile des Landschaftsschutzgebiets Wiehengebirge und Nördliches Osnabrücker Hügelland (CDDA-Nr. 390425; 2009 ausgewiesen; 288,348 km² groß). Etwa 340 m nördlich vom Gipfel steht auf etwa 197 m Höhe die Hartmannhütte und in deren Nähe am Standort des Vorläufers des heutigen Wiehenturms das „Potthoffkreuz“ zum Gedenken an einen bei der Verteidigung des nördlich gelegenen Lufttanklagers gefallenen Obergefreiten. Über den Gipfel verläuft der Bad Essener Rundweg und die Nordvariante des Wittekindsweges.